# Jason Kapono
Jason Alan Kapono (Long Beach, Kalifornija, 4. veljače 1981.) američki je profesionalni košarkaš. Igra na poziciji niskog krila, a može igrati i bek šutera. Trenutačno je član NBA momčadi Philadelphia 76ersa. Izabran je u 2. krugu (31. ukupno) NBA drafta 2003. od strane Cleveland Cavaliersa. Dva puta zaredom osvajao je natjecanje u tricama te se izjednačio s Craigom Hodgesom po broju poena u jednom krugu tog natjecanja s 25 poena.

## Rana karijera
Pohađao je srednju školu Artesia High School. Izabran je u McDonald's All-American momčad i osvojio je nekoliko priznanja i nagrada. Nakon uspješne srednjoškolske karijere, Kapono je imao solidnu karijeru na sveučilištu UCLA. Sveučilište je završio kao treći najbolji strijelac UCLA s 2,095 poena. Izabran je u All-Pac 10 prvu petorku i postao je jedini igrač koji je četiri godine zaredom predvodio momčad u poenima. Diplomirao je povijest. Odlučio se prijaviti na NBA draft 2003.

## NBA
Izabran je kao 31. izbor drugog kruga NBA drafta 2003. od strane Cleveland Cavaliersa. U prvoj sezoni, Kapono je odigrao samo 41 utakmicu, od toga startajući samo u 3 utakmice. Unatoč tome Kapono je predvodio momčad u prosjeku iza linije tri poena s 47.7%. Nakon rookie sezone, Kapono je mijenjan u Charlotte Bobcatse. U Bobcatsima je unaprijedio svoj prosjek s 3.5 na 8.5 poena po utakmici. Ubrzo je postao slobodan igrač i potpisao je za Miami Heat te bio član momčadi koja je osvojila NBA naslov 2006. Tijekom sezone 2006./07. Kaponove brojke i minute su se povećavale. Predvodio je NBA ligu s prosjekom od 51.4% postignutih poena iza linije tri poena te je zamalo srušio Kerrov rekord po postotku trica u jednoj sezoni. Tijekom All-Star vikenda 2007. Kapono se prijavio na natjecanje u tricama koje je kasnije i osvojio. U finalu je postigao 24 poena te je time izjednačio rekord Marka Pricea u broju postignutih poena tijekom finala tog natjecanja. U sezoni 2007./08. Kapono je ponovno predvodio ligu u postotku postignutih trica i ponovno je osvojio natjecanje u tricama. U finalnom krugu natjecanja postigao je 25 poena i izjednačio je rekord iz 1986. godine. Na All-Star vikendu 2009. nije ostvario i treću pobjedu jer je pobjednik bio igrač Miami Heata Daequan Cook. 9. lipnja 2009. Kapono je mijenjan u Philadelphia 76erse za Reggiea Evansa.

### NBA rekord
25. studenog 2007. Kapono je postao najprecizniji igrač iza linije tri poena u NBA povijesti. Tog datuma postigao je 250. tricu u karijeri i tako se uvrstio na listu najpreciznijih tricaša. Odmah je zauzeo prvo mjesto s prosjekom od 46.1% pogođenih trica. Time je pretekao Stevea Kerra koji ima prosjek od 45.4% pogođenih trica. Međutim 2009., Kaponu je pao postotak preciznosti na 45.4% te se tako izjednačio na prvom mjestu sa Steveom Kerrom.

## Reprezentacija
Kapono je izabran u pomoćnu momčad za Olimpijske igre. Ta momčad se koristila kako bi podigla formu igrača za Olimpijske igre u Pekingu 2008.

## Privatni život
Ima sestru Jillian. Vjenčao se 28. kolovoza 2004. Ženina obitelj je također sportski opredijeljenja. Ženin otac igrao je američki nogomet za Oakland Raiderse, a to je nasljeđe prenio i na njezinog brata. Brat je nastupao za Buffalo Billse i San Francisco 49erse. 

## NBA statistika

### Regularni dio
| Godina    | Klub      | Odig. uta. | Uta. poč. | Min. | 2P%  | 3P%  | Sl. bac.% | Skok. | Asist. | Ukr. lop. | Blok. | Poena |
| --------- | --------- | ---------- | --------- | ---- | ---- | ---- | --------- | ----- | ------ | --------- | ----- | ----- |
| 2003./04. | Cleveland | 41         | 3         | 10.4 | .403 | .477 | .833      | 1.3   | .3     | .3        | .1    | 3.5   |
| 2004./05. | Charlotte | 81         | 14        | 18.4 | .401 | .412 | .824      | 2.0   | .8     | .5        | .1    | 8.5   |
| 2005./06. | Miami     | 51         | 2         | 13.0 | .446 | .396 | .848      | 1.4   | .7     | .1        | .1    | 4.1   |
| 2006./07. | Miami     | 67         | 35        | 26.4 | .494 | .514 | .892      | 2.7   | 1.2    | .6        | .0    | 10.9  |
| 2007./08. | Toronto   | 81         | 7         | 18.9 | .488 | .483 | .860      | 1.5   | .8     | .4        | .0    | 7.2   |
| 2008./09. | Toronto   | 80         | 12        | 22.9 | .432 | .428 | .810      | 2.0   | 1.3    | .3        | .0    | 8.2   |
| Ukupno    |           | 401        | 73        | 19.2 | .447 | .454 | .847      | 1.9   | .9     | .4        | .0    | 7.5   |

### Doigravanje
| Godina    | Klub    | Odig. uta. | Uta. poč. | Min. | 2P%  | 3P%  | Sl. bac.% | Skok. | Asist. | Ukr. lop. | Blok. | Poena |
| --------- | ------- | ---------- | --------- | ---- | ---- | ---- | --------- | ----- | ------ | --------- | ----- | ----- |
| 2005./06. | Miami   | 1          | 0         | 2.0  | .000 | .000 | .000      | .0    | .0     | .0        | .0    | .0    |
| 2006./07. | Miami   | 4          | 1         | 19.3 | .471 | .500 | 1.000     | 1.3   | .5     | .5        | .0    | 5.0   |
| 2007./08. | Toronto | 5          | 0         | 30.4 | .585 | .542 | .750      | 2.6   | .8     | .4        | .0    | 15.6  |
| Ukupno    |         | 10         | 1         | 23.1 | .557 | .536 | .833      | 1.8   | .6     | .4        | .0    | 9.8   |

## Vanjske poveznice
- Profil na NBA.com
- Profil  Arhivirana inačica izvorne stranice od 17. listopada 2012. (Wayback Machine) na Basketball-Reference.com